# Добрушинська сільська рада
Добру́шинська сільська́ ра́да — адміністративно-територіальна одиниця та орган місцевого самоврядування в Сакському районі Автономної Республіки Крим. Адміністративний центр — село Добрушине.

## Загальні відомості
- Населення ради: 2 563 особи (станом на 2001 рік)

## Населені пункти
Сільській раді були підпорядковані населені пункти:
- с. Добрушине
- с. Єлизаветове
- с. Ізвесткове
- с. Солдатське
- с. Шалаші

## Склад ради
Рада складалася з 18 депутатів та голови.
- Голова ради: Шпильовой Віктор Іванович
- Секретар ради: Мазур Галина Степанівна

### Керівний склад попередніх скликань
| Прізвище, ім'я, по батькові | Основні відомості                                                         | Дата обрання | Дата звільнення |
| --------------------------- | ------------------------------------------------------------------------- | ------------ | --------------- |
| Шпільовий Віктор Івнович    | Сільський голова, 1956 року народження, безпартійний                      | 26.03.2006   | 31.10.2010      |
| Шпильовой Віктор Іванович   | Сільський голова, 1956 року народження, освіта вища, член Партії регіонів | 31.10.2010   |                 |

Примітка: таблиця складена за даними сайту Верховної Ради України

### Депутати
За результатами місцевих виборів 2010 року депутатами ради стали:

#### За суб'єктами висування
| Суб'єкт висування                 | Кількість обраних депутатів | %    |
| --------------------------------- | --------------------------- | ---- |
| Партія регіонів                   | 11                          | 61,1 |
| Самовисування                     | 5                           | 27,8 |
| Політична партія «Сильна Україна» | 2                           | 11,1 |

#### За округами
| № округу                          | Прізвище, ім'я, по батькові      | Дата визнання обраним | Освіта             | Партійна приналежність | Відомості про обраного депутата                       |
| --------------------------------- | -------------------------------- | --------------------- | ------------------ | ---------------------- | ----------------------------------------------------- |
| Партія регіонів                   |                                  |                       |                    |                        |                                                       |
| 1                                 | Мазур Галина Степанівна          | 31.10.2010            | вища               | член Партії регіонів   | Добрушинська сільська рада, секретар                  |
| 2                                 | Андріанова Ірина Анатоліївна     | 31.10.2010            | середня спеціальна | член Партії регіонів   | фельдшерсько-акушерський пункт, медична сестра        |
| 4                                 | Ібраімова Світлана Олександрівна | 31.10.2010            | вища               | член Партії регіонів   | Добрушинська сільська рада, головний бухгалтер        |
| 6                                 | Воропаєва Раїса Володимирівна    | 31.10.2010            | середня спеціальна | член Партії регіонів   | КП «Тепловодсервис», контролер                        |
| 7                                 | Ананійчук Людмила Василівна      | 31.10.2010            | середня            | член Партії регіонів   | пенсіонер                                             |
| 8                                 | Ананійчук Ксенія Вікторівна      | 31.10.2010            | вища               | член Партії регіонів   | поштове відділення с. Добрушине, начальник відділення |
| 9                                 | Торубара Руслана Степанівна      | 31.10.2010            | вища               | член Партії регіонів   | Добрушинська загальноосвітня школа, директор          |
| 11                                | Халкидзе Антоніна Володимирівна  | 31.10.2010            | середня спеціальна | член Партії регіонів   | тимчасово не працює                                   |
| 13                                | Фінашина Світлана Вікторівна     | 31.10.2010            | вища               | член Партії регіонів   | фермерське господарство «Успіх», бухгалтер            |
| 14                                | Даніліна Валентина Костянтинівна | 31.10.2010            | вища               | член Партії регіонів   | фермерське господарство, голова                       |
| 15                                | Дубовенко Марія Василівна        | 31.10.2010            | середня            | член Партії регіонів   | поштове відділення, поштар                            |
| Політична партія «Сильна Україна» |                                  |                       |                    |                        |                                                       |
| 3                                 | Хоменко Олександр Григорович     | 31.10.2010            | середня спеціальна | позапартійний          | Євпаторійська психічна лікарня, санітар               |
| 10                                | Пантрус Сергій Олександрович     | 31.10.2010            | вища               | позапартійний          | фірма «Піонер-трейд», менеджер з продажу              |
| Самовисування                     |                                  |                       |                    |                        |                                                       |
| 5                                 | Корнілова Ольга Миколаївна       | 31.10.2010            | середня спеціальна | позапартійна           | фермерське господарство «Агроімпекс», робітник        |
| 12                                | Віллуаєва Шавкія Сейтмеметівна   | 10.01.2011            | середня спеціальна | позапартійна           | приватний підприємець                                 |
| 16                                | Гафаров Ельдар Енверович         | 31.10.2010            | вища               | позапартійний          | ПП «Муромський», продавець-консультант                |
| 17                                | Пихалова Галина Леонтіївна       | 31.10.2010            | вища               | позапартійна           | приватний підприємець                                 |
| 18                                | Джалілов Різа Ілясович           | 10.01.2011            | вища               | позапартійний          | тимчасово не працює                                   |